# 紫水乡
紫水乡，是中华人民共和国重庆市开州区下辖的一个乡镇级行政单位。

## 行政区划
紫水乡下辖以下地区：
紫水场社区、双玉村、花岭村、华新村、龙茶村、雄鹰村、天元村、金龙村、龙溪村和紫水村。